# La Mojarra
La Mojarra è un sito archeologico mesoamericano dello stato messicano di Veracruz, situato non lontano dalla costa del golfo del Messico. Rimase stabilmente popolato dal periodo formativo (circa 300 a.C.) fino al 1000.
La Mojarra non è un sito particolarmente esteso e non è stato esplorato a fondo. Coprendo un'area di circa 1 km², il sito mostra alcuni piccoli monticelli e una piazza di dimensioni modeste. Tre kiln vennero costruiti durante l'età Classica, usati per costruire e forgiare con il fuoco la ceramica.
Presso La Mojarra sono stati rinvenuti due importanti artefatti della cultura degli Epi-Olmechi: la stela 1  e la statuetta di Tuxtla. Entrambi gli artefatti mostrano la presenza di una forma di scrittura e di date del calendario mesoamericano. 

## Fonti
- Diehl, Richard A. (2000)  - Mojarra, La (Veraruz, Mexico), - in Archaeology of Ancient Mexico & Central America: an Encyclopedia; Routledge, London.
- Diehl, Richard A. (2004) The Olmecs: America's First Civilization, Thames & Hudson, London.